# Primož Gliha
Primož Gliha, né le 8 octobre 1967 à Ljubljana (Yougoslavie), est un footballeur international slovène, qui évoluait au poste d'attaquant à l'Olimpija Ljubljana, au Dinamo Zagreb, au Yokohama Flügels, au NK Krka, au NK Mura, au NK Ljubljana, au Chamois niortais, au NK Slavija Vevče, à l'Hapoël Beit She'an, à l'Hapoël Tel-Aviv, à l'Hapoël Bnei Sakhnin, au SAK Klagenfurt, à Zalaegerszeg et au ND Gorica ainsi qu'en équipe de Slovénie.
Gliha marque dix buts lors de ses vingt-huit sélections avec l'équipe de Slovénie entre 1992 et 1998.

## Carrière de joueur
- 1986-1990 :  Olimpija Ljubljana
- 1991 :  Dinamo Zagreb
- 1992 :  Yokohama Flügels
- 1992 :  NK Krka
- 1993-1994 :  NK Mura
- 1994-1995 :  NK Ljubljana
- 1995-1997 :  Chamois niortais
- 1997 :  NK Slavija Vevče
- 1997-1998 :   Hapoël Beit She'an
- 1998 :  Olimpija Ljubljana
- 1998-1999 :  Hapoël Tel-Aviv
- 1999-2000 :  Hapoël Bnei Sakhnin
- 2000-2001 :  SAK Klagenfurt
- 2001 :  Zalaegerszeg
- 2001-2002 :  ND Gorica
- 2002-2003 :  Zalaegerszeg
- 2003-2005 :   NK Ljubljana

### Palmarès

#### En équipe nationale
- 28 sélections et 10 buts avec l'équipe de Slovénie entre 1992 et 1998

#### Avec le NK Mura
- Vice-Champion de Slovénie en 1994.
- Finaliste de la Coupe de Slovénie en 1994.

#### Avec l'Hapoël Tel-Aviv
- Vainqueur de la Coupe d'Israël en 1999

#### Avec ND Gorica
- Vainqueur de la Coupe de Slovénie en 2002

## Carrière d'entraîneur
- 2005-2007 :  Olimpija Ljubljana
- 2007-2008 :  NK Drava
- 2008 :  ND Mura 05
- 2008-2009 :  ND Gorica
- 2010-2011 :  FC Koper